# Novovanilline
La novovanilline, orthoéthylvanilline ou 3-éthoxy-2-hydroxybenzaldéhyde est un composé organique aromatique de formule brute C9H10O3. Il est constitué d'un cycle benzénique substitué par un groupe formyle (-HC=O), un groupe hydroxyle (-OH) et un groupe éthoxyle (-OC2H5), respectivement aux position 1, 2 et 3.

## Chimie
Comme son nom l'indique, la novovanilline appartient à la même famille de composés que la vanilline. Cependant, elle diffère de cette dernière de deux façons :
- son groupe phénolique (hydroxyle) est en position 2 (« ortho »), alors que dans la vanilline ce groupe est en position 4 (« para »). De ce fait, elle est plus proche chimiquement de l'orthovanilline.
- La novovanilline possède un groupe éthoxyle (-OC2H5) en position 3, alors que la vanilline possède un groupe méthoxyle (-OCH3). De ce point de vue, la novovanilline est plus proche de l'éthylvanilline dont elle est un isomère, la différence entre les deux étant, comme avec la vanilline, la position ortho et non para du groupe -OH

Ces deux caractéristiques expliquent l'un des synonymes utilisés pour la désigner, « orthoéthylvanilline ».

Vanilline
Orthovanilline
Novovanilline
Éthylvanilline

## Propriétés
La novovanilline est un solide qui fond à 66 à 68 °C et bout à 263 à 264 °C.
On connaît des complexes tétravalents de vanadium (avec VO2+) de formule [V(IV)O (dsal) 2 (H 2 O)] avec des benzaldéhydes ortho hydroxy-substitués (avec Hdsal = salicylaldéhyde, orthovanilline ou novovanilline).